# Thomas Bruce, 7:e earl av Elgin
Thomas Bruce, 7:e earl av Elgin och 11:e earl av Kincardine (Elgin i Moray i Skottland respektive Kincardine i Aberdeenshire i Skottland), född 20 juli 1766 i Broomhall, Fife, död 14 november 1841 i Paris, Frankrike, var en brittisk (skotsk) adelsman och diplomat, känd för bortförandet av marmorskulpturer från Parthenon i Aten - på engelska kallade the Elgin Marbles. Han var far till James Bruce, 8:e earl av Elgin.

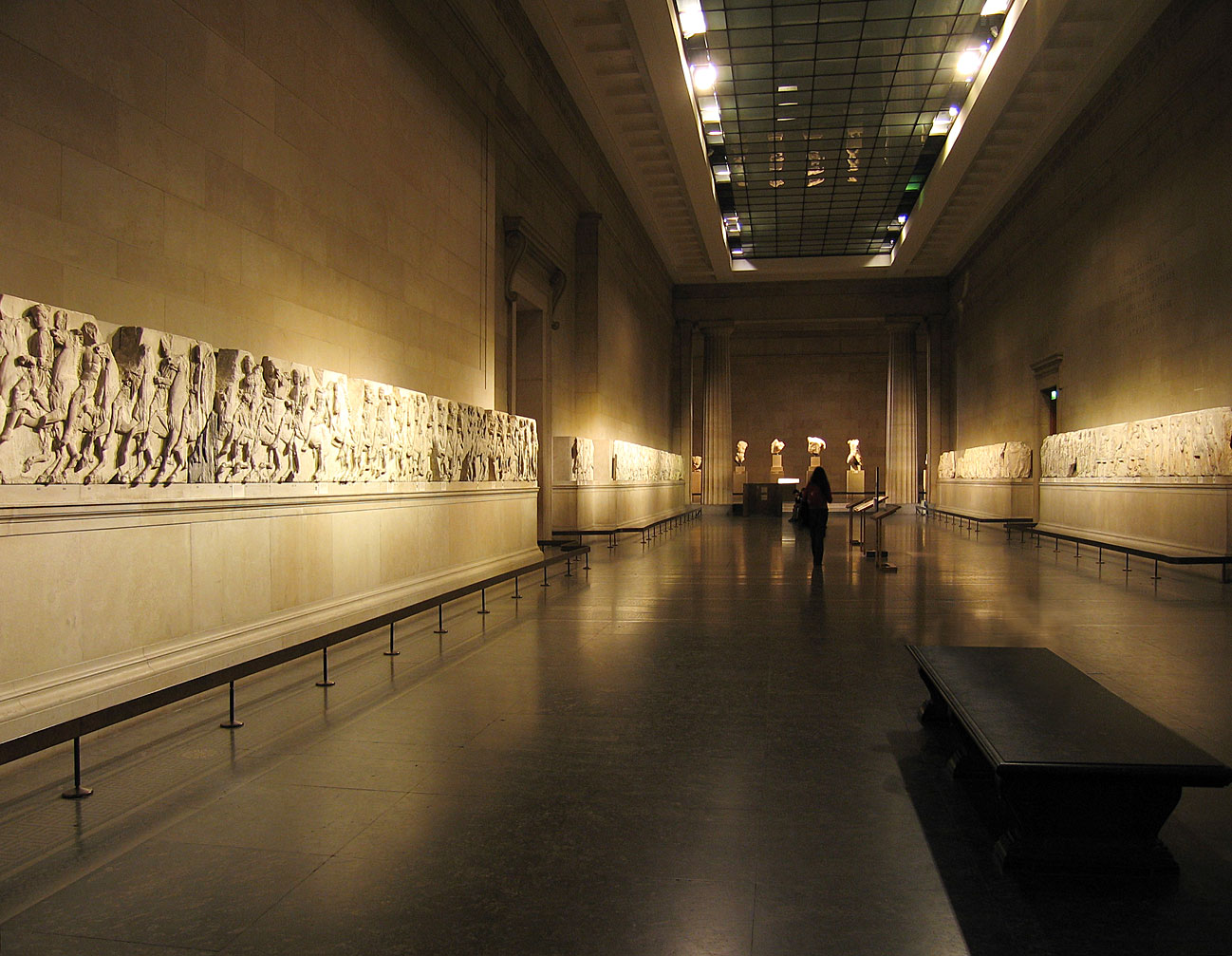
Elgin Marbles i British Museum.

Elgin var ambassadör i det osmanska riket mellan 1799 och 1803. Han var mycket intresserad av antikviteter och chockerades av de styrande turkarnas ointresse inför skulpturernas förfall. Hans motiv att flytta dem, var att bevara dem, men hans arbetare orsakade stor skada. Även på den tiden var hans handlingar kontroversiella. Elgin la ut enorma belopp, som han aldrig återfick, på att skeppa dem till Storbritannien.
Elgins tid i Mindre Asien hade kantats av personlig olycka. Han hade förlorat näsan under ett utbrott av "pest" vilket hade gjort honom ännu mindre tilldragande för sin unga fru än tidigare. På hemfärden, genom Frankrike, tillfångatogs earlen och några i hans sällskap som krigsfångar (krig hade utbrutit sedan de gav sig av hemåt) och kvarhölls i flera månader. De behandlades väl, men lady Elgin fick resa hem utan sin make och inledde en kärleksaffär med en av sina följeslagare. Då Elgin återvände till Storbritannien och inte kunde få British Museum att betala det han krävde för marmorstatyerna, stämde han hustruns älskare på ett högt belopp. Därefter gifte han om sig med en ännu yngre kvinna och bosatte sig på kontinenten. Marmorkonsten ställdes ut och köptes senare av nationen 1816.